# Zizaniopsis bonariensis
Zizaniopsis bonariensis är en gräsart som först beskrevs av Benedict Balansa och Poitr., och fick sitt nu gällande namn av Carlos Luis Spegazzini. Zizaniopsis bonariensis ingår i släktet Zizaniopsis och familjen gräs. Inga underarter finns listade i Catalogue of Life.